# Busverkehr Oder-Spree

Historisches Logo der Eisenhüttenstädter Personennahverkehr GmbH

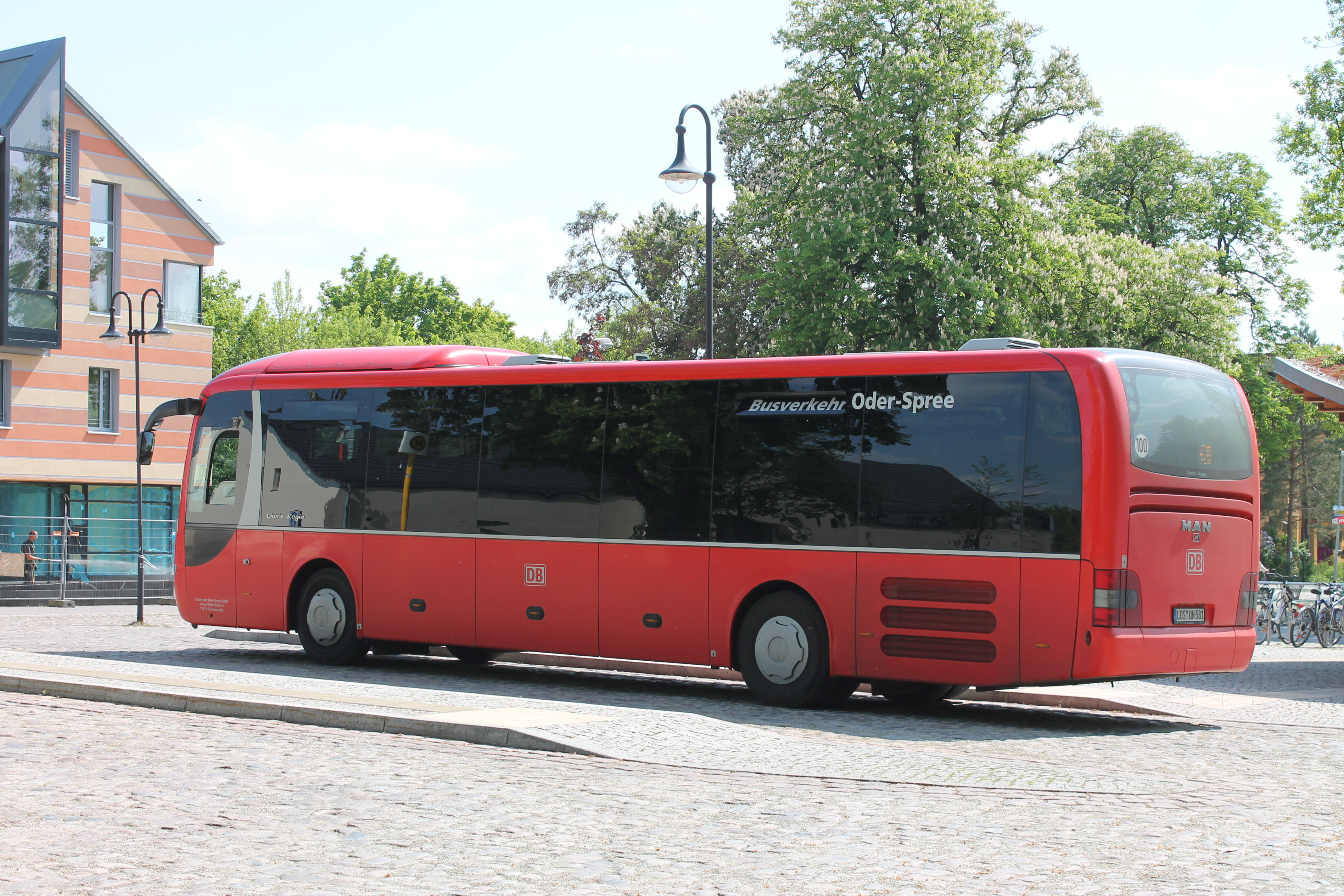
MAN Lion’s Regio des BOS in charakteristischer DB-Farbgebung

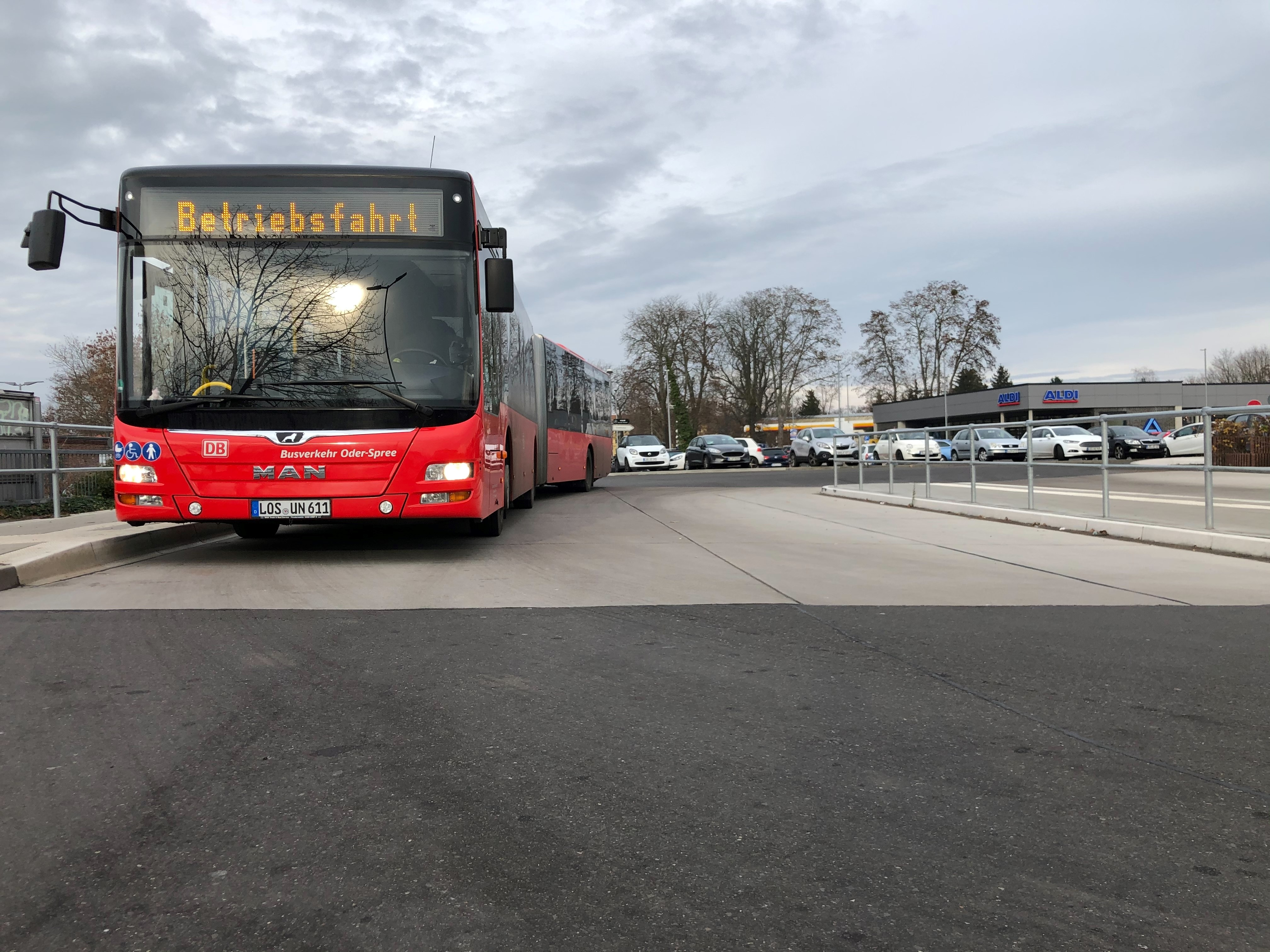
MAN Lion’s City am ZOB Erkner

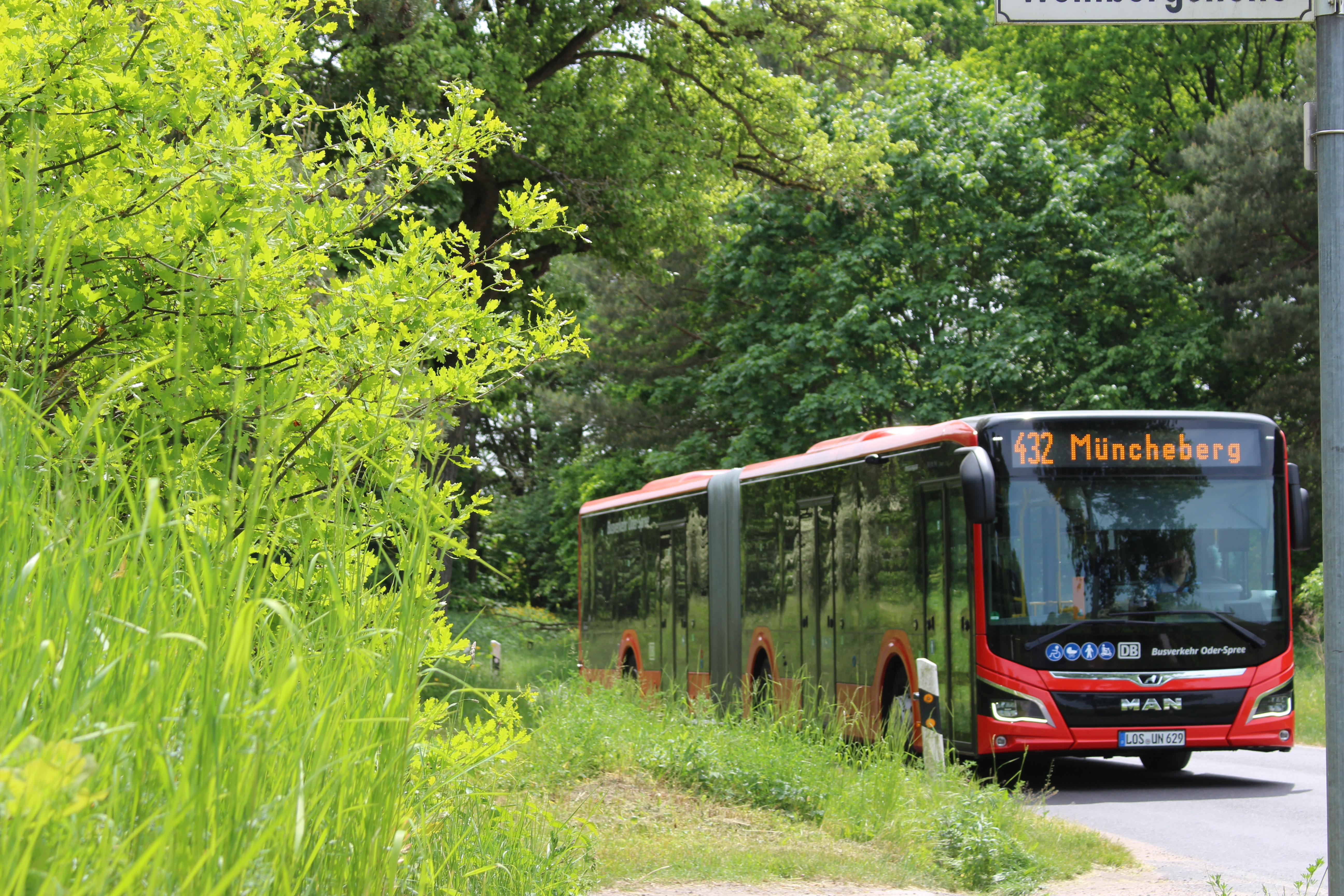
MAN Lion’s City 18 (18C)

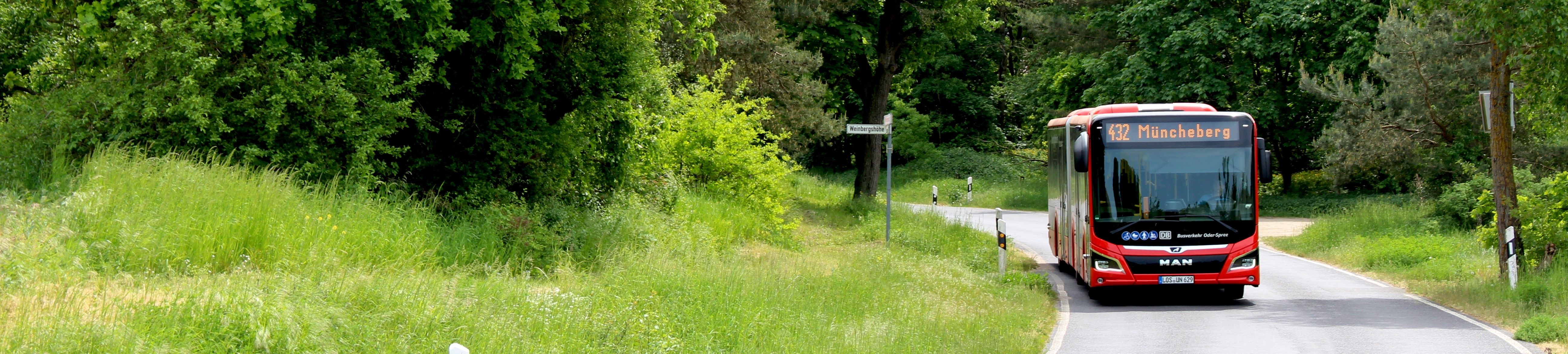
MAN Lion’s City 18 (18C)

Die Busverkehr Oder-Spree GmbH (BOS) ist ein Omnibus-Verkehrsunternehmen aus dem Landkreis Oder-Spree. Die Gesellschaft wurde 1990 gegründet und ist ein Tochterunternehmen von DB Regio. Sie gehört innerhalb des DB-Konzerns zum Geschäftsfeld DB Regio Bus. Dabei hält die DB Regio AG 51 % und der Landkreis Oder-Spree 49 % der Anteile. 2004 übernahm die BOS die Eisenhüttenstädter Personennahverkehr GmbH (EPNV).

## Zahlen, Daten Fakten
Im Jahre 2007 wurden etwa 7,4 Mio. Fahrgäste auf 40 Linien in 103 Bussen befördert. Bei einem Jahresumsatz im Jahre 2012 von 14,5 Mio. € beschäftigt das Unternehmen etwa 166 Mitarbeiter und 4 Auszubildende.

## Linienübersicht
| Linie | Endpunkte                                                                                   | Verlauf                                                                                     |          |
| ----- | ------------------------------------------------------------------------------------------- | ------------------------------------------------------------------------------------------- | -------- |
| 400   | Beeskow ↔ Eisenhüttenstadt                                                                  | Grunow – Dammendorf – Bremsdorf – Fünfeichen                                                | PlusBus  |
| A400  | Jacobsdorf ↔ Schlaubetal                                                                    | Müllrose – Schernsdorf – Mixdorf – Grunow                                                   |          |
| 401   | Beeskow ↔ Eisenhüttenstadt                                                                  | Friedland – Weichensdorf – Groß Muckrow                                                     |          |
| 402   | Beeskow ↔ Lieberose                                                                         | Zeust – Friedland – Möllen – Pieskow – Goyatz                                               |          |
| 403   | Beeskow ↔ Fürstenwalde                                                                      | Birkholz – Groß Rietz – Görzig – Pfaffendorf                                                |          |
| 404   | Beeskow ↔ Lieberose                                                                         | Ranzig – Tauche – Kossenblatt – Goyatz                                                      |          |
| 405   | Beeskow ↔ Storkow                                                                           | Ranzig – Tauche – Ahrensdorf – Limsdorf – Bugk                                              |          |
| 406   | Storkow ↔ Spreenhagen                                                                       | Karlslust – Neu Boston – Kummersdorf – Wolzig                                               |          |
| 407   | Bad Saarow ↔ Schwerin                                                                       | Reichenwalde – Kolpin – Storkow – Groß Schauen                                              |          |
| 408   | Storkow ↔ Streganz                                                                          | Philadelphia – Kolberg – Prieros – Klein Eichholz                                           |          |
| 409   | Beeskow ↔ Wendisch Rietz                                                                    | Tauche – Ahrensdorf – Behrensdorf                                                           |          |
| 411   | Fürstenwalde Platz der Solidarität – Paul-Frost-Ring – Stadtzentrum – Bahnhof – EKZ Nord    | Fürstenwalde Platz der Solidarität – Paul-Frost-Ring – Stadtzentrum – Bahnhof – EKZ Nord    | StadtBus |
| 412   | Fürstenwalde Petersdorf – EKZ Süd – Zollamt – Feuerwehr – Stadtzentrum – Bahnhof – EKZ Nord | Fürstenwalde Petersdorf – EKZ Süd – Zollamt – Feuerwehr – Stadtzentrum – Bahnhof – EKZ Nord | StadtBus |
| 413   | Fürstenwalde Platz der Solidarität – Spree-Campus – Samariteranstalt – Bahnhof – EKZ Nord   | Fürstenwalde Platz der Solidarität – Spree-Campus – Samariteranstalt – Bahnhof – EKZ Nord   | StadtBus |
| 414   | Fürstenwalde Platz der Solidarität – Spree-Campus – Stadtzentrum – Bahnhof – Palmnicken OSZ | Fürstenwalde Platz der Solidarität – Spree-Campus – Stadtzentrum – Bahnhof – Palmnicken OSZ | StadtBus |
| 416   | Fürstenwalde Bahnhof – Seilerplatz – Friedhof – Lützowring – Ziegeleiweg                    | Fürstenwalde Bahnhof – Seilerplatz – Friedhof – Lützowring – Ziegeleiweg                    | StadtBus |
| 418   | Hohenbinde ↔ Rüdersdorf                                                                     | Erkner – Woltersdorf                                                                        |          |
| 419   | Erkner ↔ Freienbrink                                                                        | Fangschleuse – Grünheide – Tesla Süd                                                        |          |
| 420   | Erkner ↔ Neuenhagen                                                                         | Woltersdorf – Schöneiche                                                                    | PlusBus  |
| 421   | Erkner ↔ Schöneiche                                                                         | Woltersdorf                                                                                 |          |
| 423   | Erkner ↔ Steinfurt                                                                          | Neu Zittau – Burig                                                                          |          |
| 424   | Erkner ↔ Gosen                                                                              | Neu Zittau                                                                                  |          |
| 426   | Erkner ↔ Spreenhagen                                                                        | Fangschleuse – Freienbrink – Hartmannsdorf                                                  |          |
| 427   | Erkner ↔ Spreenhagen                                                                        | Fangschleuse – Hangelsberg – Spreewerder                                                    |          |
| 428   | Erkner ↔ Königs Wusterhausen                                                                | Neu Zittau – Wernsdorf – Ziegenhals – Niederlehme                                           | PlusBus  |
| 429   | Erkner ↔ Herzfelde                                                                          | Fangschleuse – Grünheide – Kagel – Lichtenow                                                |          |
| 430   | Fürstenwalde ↔ Beeskow                                                                      | Bad Saarow – Glienicke – Lindenberg – Buckow                                                |          |
| 431   | Fürstenwalde ↔ Wendisch Rietz                                                               | Bad Saarow                                                                                  |          |
| 432   | Fürstenwalde ↔ Müncheberg                                                                   | Trebus – Beerfelde – Steinhöfel – Eggersdorf                                                |          |
| 433   | Fürstenwalde ↔ Arensdorf                                                                    | Buchholz – Steinhöfel – Demnitz – Hasenfelde                                                |          |
| 434   | Fürstenwalde ↔ Pillgram                                                                     | Berkenbrück – Alt Madlitz – Briesen – Jacobsdorf                                            |          |
| 435   | Fürstenwalde ↔ Storkow                                                                      | Rauen – Kolpin – Neureichenwalde – Reichenwalde                                             | PlusBus  |
| 436   | Fürstenwalde ↔ Spreenhagen                                                                  | Braunsdorf – Markgrafpieske                                                                 |          |
| 437   | Fürstenwalde ↔ Erkner                                                                       | Hangelsberg – Tesla Süd                                                                     |          |
| 438   | Fürstenwalde ↔ Storkow                                                                      | Rauen – Kolpin – Neureichenwalde – Reichenwalde                                             |          |
| 439   | Fürstenwalde ↔ Herzfelde                                                                    | Hangelsberg – Kienbaum – Lichtenow                                                          |          |
| 440   | Fürstenwalde ↔ Beeskow                                                                      | Langewahl – Alt Golm – Kunersdorf – Pfaffendorf                                             | PlusBus  |
| 441   | Fürstenwalde ↔ Wendisch Rietz                                                               | Langewahl – Alt Golm – Neu Golm – Bad Saarow                                                |          |
| 451   | Eisenhüttenstadt ZOB – ArcelorMittal – QualifizierungsCentrum – ZOB – Diehlo                | Eisenhüttenstadt ZOB – ArcelorMittal – QualifizierungsCentrum – ZOB – Diehlo                | StadtBus |
| 452   | Eisenhüttenstadt ZOB – City Center – Glogower Ring – An der Schleuse – ZOB                  | Eisenhüttenstadt ZOB – City Center – Glogower Ring – An der Schleuse – ZOB                  | StadtBus |
| 453   | Eisenhüttenstadt Bahnhof – City Center – Rathaus – Krankenhaus – ZOB                        | Eisenhüttenstadt Bahnhof – City Center – Rathaus – Krankenhaus – ZOB                        | StadtBus |
| 454   | Eisenhüttenstadt Bahnhof – Oderwerft – Rathaus – Krankenhaus – Amtsgericht – ZOB            | Eisenhüttenstadt Bahnhof – Oderwerft – Rathaus – Krankenhaus – Amtsgericht – ZOB            | StadtBus |
| 455   | Müllrose ↔ Lossow                                                                           | Groß Lindow – Brieskow-Finkenheerd                                                          |          |
| 456   | Görzig ↔ Wendisch Rietz                                                                     | Pfaffendorf – Wilmersdorf – Lindenberg                                                      |          |
| 457   | Görzig ↔ Jacobsdorf                                                                         | Neubrück – Biegenbrück – Müllrose – Biegen                                                  |          |
| 458   | Eisenhüttenstadt ↔ Brieskow-Finkenheerd                                                     | Vogelsang – Ziltendorf – Aurith – Wiesenau                                                  |          |
| 459   | Beeskow ↔ Friedland                                                                         | Burg – Reudnitz – Ölsen – Weichensdorf – Lindow                                             |          |
| 460   | Eisenhüttenstadt ↔ Steinsdorf                                                               | Neuzelle – Schwerzko – Ossendorf – Bahro                                                    |          |
| 461   | Eisenhüttenstadt ↔ Steinsdorf                                                               | Neuzelle – Wellmitz – Ratzdorf – Breslack                                                   |          |
| 462   | Beeskow ↔ Frankfurt (Oder)                                                                  | Oegeln – Ragow – Merz – Mixdorf – Müllrose                                                  |          |
| 463   | Eisenhüttenstadt ↔ Müllrose                                                                 | Pohlitz – Rießen – Schernsdorf                                                              |          |
| 464   | Eisenhüttenstadt ↔ Müllrose                                                                 | Fünfeichen – Bremsdorf – Dammendorf – Grunow                                                |          |

### PlusBus
PlusBus Oderland-Spree
Seit dem 11. Dezember 2022 verkehren die Buslinien 420 und 435 als PlusBus. Die Linie 420 verkehrt vom Bahnhof Erkner über Woltersdorf und Schöneiche zum Bahnhof Neuenhagen. Bis zum 10. Dezember 2022 fuhr die 420 lediglich bis Schöneiche, bis dahin gab es keine Verbindung zwischen Schöneiche und Neuenhagen. Durch diese Maßnahme wurden außerdem fünf neue Haltestellen in Betrieb genommen, welche nun das Gewerbegebiet nördlich von Schöneiche mit dem Busverkehr verbinden. Dabei wurde der Abschnitt S Erkner/ZOB – Erkner, Jägerstraße in die Linie 418 integriert. Die Linie 435 fährt vom Bahnhof Fürstenwalde über Rauen und Reichenwalde zum Bahnhof Storkow. Auf den Linien werden meist MAN Lion’s City A20 Ü eingesetzt, wobei auch Einsätze von Gelenkbussen von MAN möglich sind. Zum 26. August 2023 wurde die Linie 400 aufgewertet zum PlusBus. Sie fährt vom Bahnhof Beeskow über Grunow zum Bahnhof Eisenhüttenstadt. Seit dem Fahrplanwechsel am 9. Februar 2025 gibt es auch eine PlusBus-Linie ab dem Bahnhof Fürstenwalde und zum Bahnhof Beeskow. Diese ist die fünfte Linie des PlusBus Oderland-Spree, geführt wird sie unter der Liniennummer 440. Da diese Liniennummer zuvor bereits vergeben war, ist mit der Einführung dieser PlusBus-Linie auch eine Umnummerierung von diversen Linien im östlichen Teil des Landkreises erfolgt. Die bisherigen Linien 440 bis 444 wurden umnummeriert in 460 bis 464, die bisherigen Linien 445 bis 448 wurden umnummeriert in 455 bis 458.
PlusBus Airport-Region
Zum 1. September 2024 wurde die Linie 428 als PlusBus aufgewertet und verkehrt vom Bahnhof Erkner über Neu Zittau und Wernsdorf zum Bahnhof Königs Wusterhausen. Diese Linie wird gemeinsam mit der Regionale Verkehrsgesellschaft Dahme-Spreewald betrieben.

### Nachtbus
Im Fahrplanjahr 2022 wurde vom 1. Mai 2023 bis zum Fahrplanwechsel am 10. Dezember 2023 in Fürstenwalde(Spree) ein Nachtbusverkehr angeboten. Die Linie N11 verkehrte in den Nächten von Freitag zu Samstag sowie von Samstag zu Sonntag. Der Linienverlauf folgte dabei überwiegend dem der Linie 411.